# Matak
Matak fou una antiga comarca d'Assam que ja modernament ha perdut la seva identitat. Els seus habitants foren coneguts com a mataks (Forts), i des de la meitat del segle XIX com marans. El nom de moamàries no correspon als habitants sinó als adeptes d'una secta la qual era majoritària entre els mataks, liderada pel cap espiritual, el Tiphuk Gosain.
Fou important als darrers anys de la dinastia d'Ahom, ja que era la principal regió dominada pels maomàries de la mateixa ètnia ahom però que havien adoptat una variant vaixnavita de l'hinduisme. Les persecucions dels rages ahoms van provocar diverses rebel·lions dels moamàries que s'oposaven a adorar a la deessa Durgi com se'ls volia imposar. El rei Rudra Singh va morir el 1714 i va imposar definitivament la religió hindú. El seu fill Sib Singh (Xiba Xingha, 1714-1744) va estar dominat pels bramans de la secta Sakta i va permetre a la seva dona Phuleswari a insultar a Sudra Mahant el cap de la secta dels moamàries. El 1769 al pujar al tron Lakshmi Singh els moamàries van començar un política agressiva i una part de la població es va revoltar per primera vegada sota la direcció dels mahantes (líders religiosos) sota la direcció de Ragha Maran; un grup de moamàries es va apoderar del rei i va proclamar sobirà al fill d'un cap de la tribu matak que vivia al territori de Lamkhipur, la més addicte a la secta; la repressió contra antics servidors de l'estat ahom va impulsar als legitimistes a la revolta i el comandant moamària fou assassinat en un atac nocturn i molts dels caps de la secta van morir; sense líders el sectaris van oferir poca resistència i foren dispersats. L'alt Assam va quedar devastat al final de la revolta (1769).
Laskshmi Singh va morir el 1780 i el va succeir el seu fill Gaurinath Singh, que va iniciar persecucions contra els moamàries i aquestos ara dirigits per les dues vídues de Ragha Maran, anomenades Radha i Rukmini, van participar en les lluites posteriors contra l'exèrcit reial. El fill de Ragha, Ramakata, finalment va aconseguir la victòria; les tropes reials foren derrotades decisivament el 1786 pels sectaris en diversos xocs i van assaltar la capital que van ocupar i Ramataka es va coronar rei. El rei ahom, Gaurinath va fugir a Gawhati però un dels seus ministres, Bura Gohain, va mantenir la resistència durant anys amb èxit divers; l'anarquia es va instal·lar al territori i el rerepaís va ser devastat per bandes d'homes armats i caps locals es van començar a proclamar independents, entre els quals Krishna Narayan, descendent dels reis koch que es va apoderar de Darrang i la part nord de Kamrup i va amenaçar Gawhati; també els moamàries van avançar de mica en mica. El rei va demanar ajut als britànics que ara dominaven Sylhet i Goalpara.
El govern de Calcuta (Lord Cornwallis) va enviar (setembre de 1792) al capità Welsh amb un destacament. A la vora de Gawhati es va trobar amb el rei que havia hagut de fugir de la ciutat davant la revolta popular dels doms dirigits per Bairagi; Welsh va derrotar a Bairagi i va restaurar al tron al rei; després va creuar el Brahmaputra i va derrotar el rei koch Krishna Narayan (que tenia un exèrcit de 3000 homes) que finalment es va haver de rendir després de noves derrotes parcials. Welsh va restablir l'ordre al regne però es va adonar que el mateix raja era cruel i que tenia molts enemics; la sanguinària conducta del raja i les intrigues dels seus ministres van aconsellar canviar alguns ministres per altres més humanitaris; es va proclamar també una amnistia; el 1793 va romandre a Gawhati i el gener de 1794 va pacificar Mangaldai i Nowgong, va avançar a Kaliabar i va fer aixecar el setge que els moamàries estaven sotmetent a Jorhat on resistia el ministre Bura Gohain; una decisiva victòria la va aconseguir a 20 km de Rangpur que fou ocupada el març.
Sir John Shore va succeir a Lord Cornwallis com a governador general i amb ell va arribar la política de no-intervenció, i va cridar a Welsh tot i les protestes del rei d'Ahom; així que Welsh va retornar a la seva base a Calcuta el 1794. La sexta dels moamàries, principalment la tribu matak, que dominava la regió de la conca de Dihing-Brahmaputra, va mantenir una existència independent i el seu cap es titulava Bar Senapati. El rei, una vegada va sortir Welsh, va destituir als oficials que ell havia fet nomenar, va renovar la persecució dels moamàries i es va venjar d'antics enemics que s'havien sotmès contra promesa de perdó; l'anarquia es va instal·lar al país; els reis foren instruments de poderosos ministres i cap bàndol era prou fort per imposar-se sense ajut extern. Bura Gohain el ministre reial va organitzar un cos de tropes sota disciplina com les angleses i va aconseguir aturar als moamària i altres malcontents. Gaurinath fou seguit al tron per un parent llunyà de nom Kamaleswar, descendent de Gadadhar Singh; el següent rei (1811) Chandra Kanta, era el germà de l'anterior.
El 1811 va pujar al tron Chandra Kanta. Poc abans (1810) el governador de Gawhati (Bar Pukhan), Badan Chandra, havia caigut en desgràcia i havia fugit a Bengala on va demanar ajuts als britànics sense èxit; allí es va guanyar l'amistat d'un enviat birmà, amb el que va viatjar a Amarapura la capital birmana, on va convèncer el rei birmà d'enviar una expedició a Assam. El 1816-1817 un exèrcit de vuit mil homes fou enviat a Assam; l'exèrcit va creuar les muntanyes Patkai i va obtenir el suport d'alguns caps; va entrar a Assam i va ocupar el país amb facilitat fins a Jorhat. L'exgovernador de Gawhati fou reinstal·lat.
L'exèrcit invasor va retornar a Birmània i només sortir van esclatar altre cop les lluites; Badan Chandra fou assassinat i el rei Chandra Kanta fou deposat i posat al tron Purandar Singh descendent de Raja Rajeswar Singh; els partidaris de Badan Chandra van cridar altre cop als birmans que van retornar i van restaurar a Chandra Kanta (1819), però aquesta vegada venien per quedar-se. Chandra Kanta va intentar separar-se de la seva tutela (1821) però va fracassar i va haver de fugir a territori britànic on també s'havia refugiat Purandar Singh. L'ocupació birmana fou brutal; els pobles foren saquejats i cremats, i els habitants expulsats cap a la jungla.
L'ocupació birmana i la decadència d'Ahom va provocar que els reis cacharis, que ara estaven establerts a Khaspur a la plana de Cachar, es recuperessin però al mateix temps van començar a ser atacats pels manipuris. Kachari va demanar ajut als britànics que ho va rebutjar fins al 1824 quan l'amenaça d'invasió de Cachar i Jaintia pels birmans els va fer reaccionar; la guerra entre britànics i birmans es va iniciar a la frontera de Cachar però els combats principals foren a la vall del Brahmaputra on una força britànica de tres mil homes va avançar sense gaire oposició cap a Kaliabar. En arribar la temporada de pluges els britànics van retornar a Gawhati i els birmans van recuperar Nowgong on van cometre grans atrocitats amb els habitants abandonats a la seva sort; molts foren assassinats i altres van fugir per salvar la vida cap a les muntanyes del sud on gran part va morir de gana i només una petita part va poder arribar a la plana de la vall del Surma.
Al passar les pluges els britànics van tornar a avançar i els birmans foren expulsats liquidant els intents de resistència; en la seva retirada els birmans es van emportar trenta mil esclaus. El tractat de Yandabu del 24 de febrer de 1826 va posar fi a la guerra i va cedir Assam als britànics. Aquesta guerra, l'ocupació birmana i les anteriors revoltes van provocar la mort d'un terç de la població d'Assam. Matak va passar nominalment als britànics en virtud d'aquestos acords i el Bar Senapati de Matak fou reconegut com a sobirà independent. La resta de l'Alt Assam va quedar sense administració fins que es va decidir constituir (o millor reconstituir) un principat ahom el 1832 sota Purandar Singh, príncep de la dinastia ahom (proclamat el 1833), que va governar la resta dels districte de Lakhimpur i el de Sibsagar. El 1838 Purandar fou declarat incapacitat per administrar el país i el seu regne annexionat i es van crear els districtes de Sibsagar i Lakhimpur. El Bar Sepanati de Matak (prop de Sadiya o Xodiyaa), líder dels moamària, va morir el 1839 i no hi va haver acord amb el seu fill i successor; finalment el 1842 aquest darrer va acceptar les condicions imposades pels britànics i va entregar el país que fou annexionat. Va quedar integrat al districte de Lakhimpur formant la part al sud del riu Brahmaputra i limitat al sud pel riu Buri Dihing i a l'est per les muntanyes Singpho. La seva identitat va desaparèixer en pocs anys.